# Cimitero di Mingorrubio-El Pardo
Il cimitero di Mingorrubio-El Pardo è un cimitero che si trova a Madrid, nella periferia nord della città, nelle prossimità del nucleo abitato di Mingorrubio, nel quartiere di El Pardo, nel distretto di Fuencarral-El Pardo.

## Storia
Costruito nel 1962, ospita la tomba della famiglia del dittatore Francisco Franco. Essa fu costruita nel 1969 ed è costituita da una piccola cappella con una cripta, opera di Santiago Padrós. Ha una capacità di nove tombe. La sua costruzione costò undici milioni e mezzo di pesetas, che furono pagate dal Consiglio Comunale di Madrid, con decisione dell'allora sindaco Arias Navarro. Dal 24 ottobre 2019, ospita i resti di Francisco Franco, che sono stati traslati dalla Valle de los Caídos. 
Il cimitero contiene inoltre le tombe di vari alti funzionari legati alla dittatura di Franco e di altre personalità del mondo dell'arte e della cultura spagnola.

## Sepolture illustri

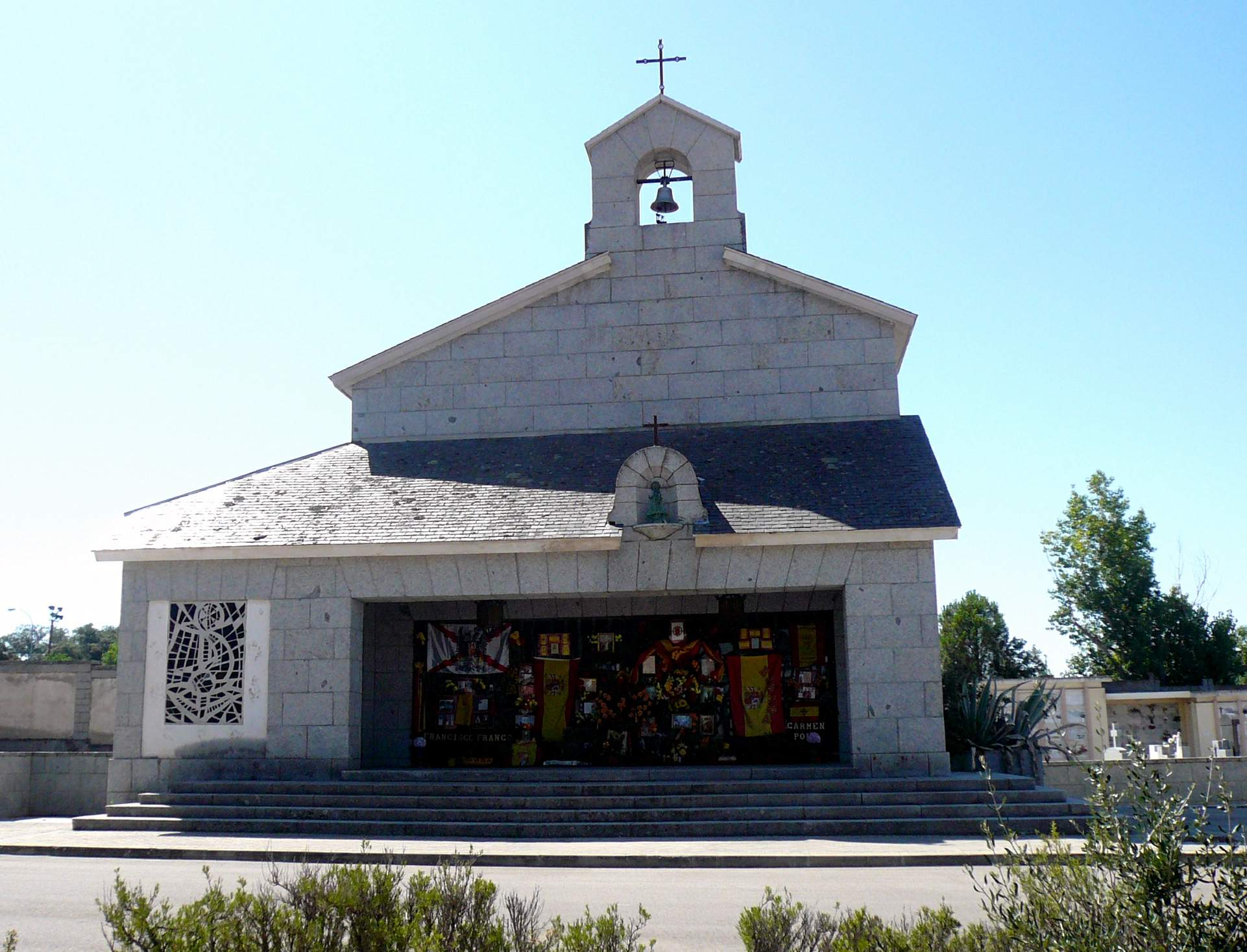
Il Pantheon di Francisco Franco e Carmen Polo

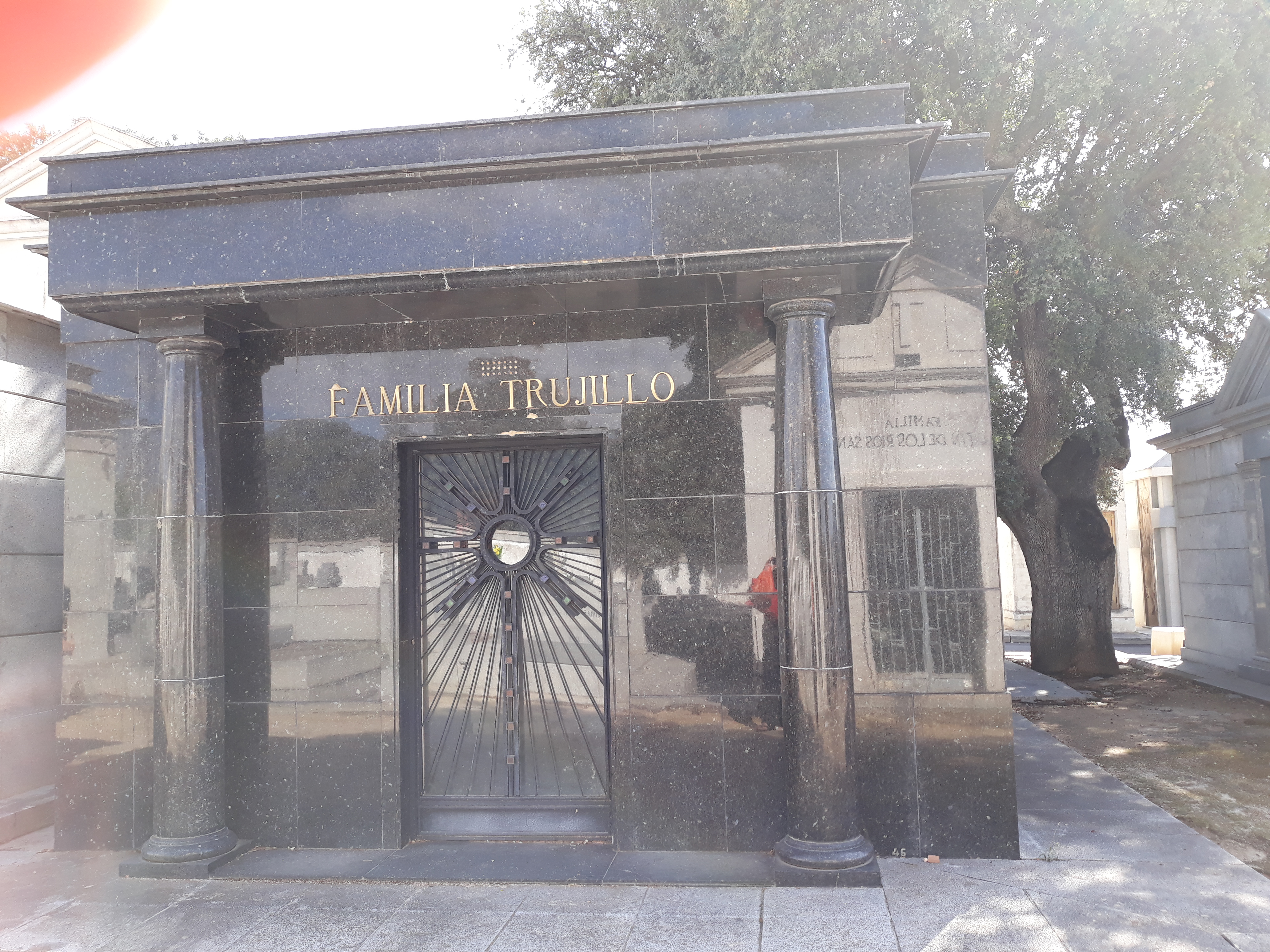
Tomba della famiglia Trujillo

Tra i defunti sepolti nel cimitero si trovano:
- Félix Álvarez-Arenas Pacheco, ministro dell'esercito.
- Ramón Andrada Pfeiffer, architetto della casa reale.
- Carlos Arias Navarro, presidente del governo.
- José Banús, costruttore
- Joaquín Calvo Sotelo, drammaturgo.
- Demetrio Carceller Segura, ministro dell'industria.
- Luis Carrero Blanco, ammiraglio e presidente del governo.
- Nemesio Fernández-Cuesta, ministro del commercio.
- Francisco Fernández Ordóñez, ministro delle finanze, degli affari esteri e della cooperazione.
- Francisco Franco Bahamonde, generale, presidente del governo e dittatore.
- Carmen Polo, I signora di Meirás, moglie di Franco
- Francisco Sintes Obrador, generale di artiglieria.
- Luis Gutiérrez Soto, architetto.
- José María Jover, storico.
- Pablo Martín Alonso, ministro dell'esercito.
- Pedro Nieto Antúnez, ministro della marina.[4]
- Diego Prado y Colón de Carvajal, imprenditore.
- Juan José Rosón, ministro dell'interno.
- Antonio Rumeu de Armas, storico.
- Francisco Tomás y Valiente, presidente del Tribunale costituzionale.
- Rafael Leónidas Trujillo, dittatore dominicano.
- Daniel Vázquez Díaz, pittore.